# Caracolí

Bandeira de Caracolí.

Localização de Caracolí, no departamento de Antioquia.

Caracolí é uma cidade e município da Colômbia, no departamento de Antioquia. Apresenta uma superfície de 260 quilômetros quadrados e sua população, de acordo com o censo de 2002, é formada por 6402 habitantes.